# セミラティス
セミラティス（semilattice）とは、クリストファー・アレグザンダーが考案したシステム・モデルのこと。網状交差図式とも言われる。元は数学用語。
哲学者の市川浩は『<身>の構造』所収の「<身>の構造とその生成モデル」なる論考の中で、セミ・ラティスをツリーとの対比で次のように説明している。「ツリーが、二つの集合が全く重ならないか一方が他方に完全に含まれているという形式をとるのに対して、セミ・ラティスは互いに重なりあった集合を含んでいる、という点が特徴である。前者は官僚組織や軍隊に典型的に見られるが、後者はアメリカ経営学でマトリックス型経営システムと呼ばれているものである」